# الوانی
الوانی (نام علمی: Allochrusa) نام یک سرده از تیره میخکیان است. این جنس در ایران سه گونه دارد.